# Wieczność
W popularnym mniemaniu, wieczność jest równoznaczna z nieskończonością, jednak przez wielu określana jest jako istnienie poza czasem. Wieczność występuje m.in. w eschatologii chrześcijańskiej, w której w większości wyznań występuje wiara w pośmiertne życie wieczne. Zwolennicy istnienia wieczności, między innymi Arystoteles, twierdzą, że materia, siły i czas muszą istnieć wiecznie.